# Macrocarpaea nicotianifolia
Macrocarpaea nicotianifolia är en gentianaväxtart som beskrevs av Richard E. Weaver och J.R.Grant. Macrocarpaea nicotianifolia ingår i släktet Macrocarpaea och familjen gentianaväxter. Inga underarter finns listade i Catalogue of Life.